# Taráz
A Taráz görög eredetű férfinév, jelentése tisztázatlan.

## Gyakorisága
Az 1990-es években szórványos név, a 2000-es években nem szerepel a 100 leggyakoribb férfinév között.

## Névnapok
- február 25.,[2] szökőévekben február 26.